# Chikmagalur (Rural), Chikmagalur
Chikmagalur (Rural) là một làng thuộc tehsil Chikmagalur, huyện Chikmagalur, bang Karnataka, Ấn Độ.